# Kanton Gap-3
Der Kanton Gap-3 ist ein französischer Wahlkreis im Département Hautes-Alpes in der Region Provence-Alpes-Côte d’Azur. Er umfasst den südlichen Bereich der Stadt Gap mit 10.426 Einwohnern (Stand: 2022) im gleichnamigen Arrondissement Gap. Durch die landesweite Neuordnung der französischen Kantone wurde er 2015 neu geschaffen.

## Politik
| Vertreter im Departementrat | Vertreter im Departementrat       | Vertreter im Departementrat |
| Amtszeit                    | Namen                             | Partei                      |
| --------------------------- | --------------------------------- | --------------------------- |
| 2015–                       | Christian Hubaud Ginette Mostachi | UD                          |